# Općina Ribnica
Općina Ribnica (slo.: Občina Ribnica) je općina u južnoj Sloveniji u pokrajini Dolenjskoj i statističkoj regiji Jugoistočna Slovenija. Središte općine je grad Ribnica s 3.480 stanovnika. 

## Zemljopis
Općina Ribnica nalazi se u južnom dijelu Slovenije. Općina se pruža između planina Goteniške Gore na zapadu i Suhe Krajine na istoku. Dominira krško tlo, tako se u središtu općine nalazi Ribniško polje, jedno od najznačajnijih kraških polja u Sloveniji.
U općini vlada oštrija, planinska varijanta umjereno kontinentalne klime. U općini nema većih vodotoka. Veći broj vodotoka je u vidu ponornica. Najveći vodotoci su rječice Bistrica i Tržiščica.

## Naselja u općini
Andol, Blate, Breg pri Ribnici, Breže, Brinovščica, Bukovec pri Poljanah, Bukovica, Dane, Dolenja vas, Dolenje Podpoljane, Dolenji Lazi, Dule, Črnec, Črni Potok pri Velikih Laščah, Finkovo, Gašpinovo, Gorenje Podpoljane, Gorenji Lazi, Goriča vas, Graben, Grčarice, Grčarske Ravne, Grebenje, Grič, Hojče, Hrovača, Hudi Konec, Jelenov Žleb, Junčje, Jurjevica, Kot pri Rakitnici, Kot pri Ribnici, Krnče, Levstiki, Lipovec, Makoše, Marolče, Maršiči, Nemška vas, Ortnek, Otavice, Perovo, Praproče, Prigorica, Pugled pri Karlovici, Pusti Hrib, Rakitnica, Ribnica, Rigelj pri Ortneku, Sajevec, Slatnik, Sušje, Sv. Gregor, Velike Poljane, Vintarji, Vrh pri Poljanah, Zadniki, Zadolje, Zapuže pri Ribnici, Zlati rep, Škrajnek, Žlebič, Žukovo

## Poznate osobe
- Ivanka Škrabec Novak, slovenska učiteljica i žrtva komunizma

## Vanjske poveznice
- Službena stranica općine